# Vladimír Novotný (hudebník)
Vladimír Novotný (15. října 1933, Praha – 4. srpna 2007) byl český hudebník, folklorista, hudební aranžér a pedagog.
Navštěvoval Vančurovo státní reálné gymnasium v Praze, maturoval v roce 1952. Již při středoškolských studiích působil ve folklórním souboru Blaťan. Na Matematicko-fyzikální fakultě Karlovy univerzity v Praze ho vyučovali např. nositel Nobelovy ceny Jaroslav Heyrovský a polárník Dr. František Běhounek. Tam se dále věnoval folkloru – coby člen souboru Šmidláš.
V roce 1956 přišel do Nového Strašecí jako začínající učitel chemie a fyziky. Téhož roku založil lidovou muziku, ve které působil jako primáš. V repertoáru měla především písně z Moravského Slovácka. Kromě lidové hudby hrál také v tanečních kapelách, a to na klarinet a na saxofon. Po svatbě v roce 1961 se jim se ženou Milenou narodil syn Libor a v roce 1965 Vladimír.
V roce 1976 vznikl v Novém Strašecí taneční soubor Čtyřlístek. V jeho čele stál opět primáš Vladimír Novotný. Upravoval a hrál písničky – tentokrát z regionu středních Čech. Čtyřlístek se postupně rozrostl do několika sekcí, které hrají souběžně a v nichž až na jednu výjimku (dívčí cimbálová muzika) Vladimír také hrál. Jedná se o cimbálovou muziku a středočeskou muziku (kde hrál první housle) a dudáckou muziku (dudy).
Až do konce svého života se Vladimír Novotný aktivně věnoval hraní i upravování lidových písní. Čtyřlístek dodnes hraje desítky písní v jeho úpravách.
V roce 2007 podlehl nemoci, se kterou již několik let bojoval. Cimbálová muzika, kterou v roce 1956 založil, hraje dodnes a jmenuje se nyní Cimbálová muzika Vládi Novotného.